# Tour of Hainan 2012
Die 7. Tour of Hainan war ein Rad-Etappenrennen, das vom 20. bis zum 28. Oktober 2012 auf der zur Volksrepublik China gehörenden Insel Hainan stattfand. Es wurde in neun Etappen über eine Gesamtdistanz von 1456 Kilometern ausgetragen. Das Rennen war Teil der UCI Asia Tour 2013 und dort in die höchste Kategorie 2.HC eingestuft. Damit erhielten die ersten fünfzehn Fahrer der Gesamtwertung und die ersten acht jeder Etappe sowie der Träger des Gelben Trikots des Gesamtführenden nach jeder Etappe Punkte für die Asia-Rangliste.
Gesamtsieger der Rundfahrt wurde der Kasache Dmitri Grusdew, womit dessen Astana Pro Team zum dritten Mal in Folge den Titel gewinnen konnte, nachdem 2010 und 2011 Grusdews Landsmann Walentin Iglinski siegreich gewesen war. Iglinski musste sich dieses Mal mit dem zweiten Rang siebzehn Sekunden hinter Grusdew begnügen. Den dritten Podiumsrang nahm der Schwede Tobias Ludvigsson vom Team Argos-Shimano ein.

## Teilnehmer
Das Starterfeld der Rundfahrt war international besetzt, viele Mannschaften und Fahrer aus Europa nahmen teil. Mit dem Team Astana stand ein ProTeam am Start, außerdem nahmen vier Professional Continental Teams am Rennen teil. Hinzu kamen zwölf Continental Teams, darunter ARBÖ Gebrüder Weiss-Oberndorfer aus Österreich, Atlas Personal aus der Schweiz sowie das Team Eddy Merckx-Indeland aus Deutschland, sowie drei Nationalmannschaften.
| ProTeams Pro Team Astana Professional Continental Teams Team Argos-Shimano Landbouwkrediet-Euphony Team Type 1-Sanofi RusVelo Nationalmannschaften Ukraine Australien Hongkong | Continental Teams Champion System Pro Cycling Team La Pomme Marseille ARBÖ Gebrüder Weiss-Oberndorfer Atlas Personal-Jakroo Team Eddy Merckx-Indeland SP Tableware Cycling Team | Terengganu Cycling Team MAX Success Sports China 361° Cycling Team Hengxiang Cycling Team Malak Cycling Team Qinghai Tianyoude Cycling Team |

## Strecke
Die Tour of Hainan 2012 führte über weitgehend flaches Terrain und war daher ideal gestaltet für die Sprinter. Startort war zum wiederholten Male Sanya im Süden der Insel. Die erste Etappe führte das Feld über 113 Kilometer nach Nordosten in den Ort Xinglong. Am zweiten Tag ging es nach einem kurzen Transfer vom Startort Wanning aus weiter nach Norden. Einen Tag darauf erreichte die Rundfahrt im Zielort Haikou ihren nördlichsten Punkt.
Die nächsten Etappen verliefen dann in südlicher Richtung. Der Tagesabschnitt von Chengmai nach Danzhou durch das Inselinnere war mit 216 Kilometern auch der Längste. Das Rennen endete nach neun Etappen wieder an seinem Startort Sanya, wo die vorletzte Etappe zu Ende ging und ein abschließendes Rundstreckenrennen den Wettbewerb beschloss.

## Etappen
| Etappe | Tag         | Start – Ziel         | Typ         | km    | Etappensieger            | Gesamtwertung         |
| ------ | ----------- | -------------------- | ----------- | ----- | ------------------------ | --------------------- |
| 1.     | 20. Oktober | Sanya > Xinglong     | Flachetappe | 112,7 | Leonid Krasnow           | Leonid Krasnow        |
| 2.     | 21. Oktober | Wanning – Wenchang   | Flachetappe | 145,6 | Mohammad Saufi Mat Senan | Alexander Serebrjakow |
| 3.     | 22. Oktober | Wenchang > Haikou    | Flachetappe | 194   | Alexander Serebrjakow    | Alexander Serebrjakow |
| 4.     | 23. Oktober | Haikou > Chengmai    | Flachetappe | 163,9 | Alexander Serebrjakow    | Alexander Serebrjakow |
| 5.     | 24. Oktober | Chengmai > Danzhou   | Flachetappe | 207,8 | Ramon Sinkeldam          | Alexander Serebrjakow |
| 6.     | 25. Oktober | Danzhou > Dongfang   | Flachetappe | 171,9 | King Lok Cheung          | Alexander Serebrjakow |
| 7.     | 26. Oktober | Dongfang > Wuzhishan | Flachetappe | 215,7 | Dmitri Grusdew           | Dmitri Grusdew        |
| 8.     | 27. Oktober | Wuzhishan > Sanya    | Flachetappe | 141,6 | Ramon Sinkeldam          | Dmitri Grusdew        |
| 9.     | 28. Oktober | Sanya                | Flachetappe | 103,2 | Alexander Serebrjakow    | Dmitri Grusdew        |

## Rennverlauf
Die erste Etappe endete in einem Massensprint, den der Russe Leonid Krasnow von RusVelo vor seinem Landsmann Alexander Serebrjakow (Team Type 1-Sanofi) für sich entscheiden konnte, während Michael Kurth (Team Eddy Merckx-Indeland) als bester Deutscher den neunten Rang belegte. Bereits zuvor hatte sich der Chinese und Gesamt-Vierte des Vorjahres, Meiyin Wang vom Hengxiang Cycling Team, als Ausreißer die Führung in der Bergwertung gesichert, das er schließlich bis zum Ende der Rundfahrt tragen sollte.
Im Endspurt des zweiten Tages konnte sich dann mit Mohammad Saufi Mat Senan (Terengganu Cycling Team) ein Fahrer aus Malaysia durchsetzen. Alexander Serebrjakow wurde erneut Tageszweiter und konnte durch die Zeitbonifikation das Gelbe Trikot des Gesamtführenden von Krasnow sowie die Führung im Punkteklassement übernehmen.
Auch der dritte Tagesabschnitt ging mit einem Massensprint zu Ende. Serebrjakow bejubelte im Gelben Trikot fahrend nun seinen ersten Etappenerfolg und baute seine Führung von zwei auf zwölf Sekunden aus.
Eine Wiederholung dieses Sieges gelang dem Russen einen Tag darauf, erneut blieb der Gesamtzweite Krasnow dabei ohne Zeitbonifikation und wies deshalb schon 22 Sekunden Rückstand auf den Type-1-Fahrer auf. Der Deutsche Michael Kurth sprintete in Chengmai auf den dritten Tagesrang.
Auf der folgenden Etappe reichte es für Kurth immerhin noch zu Platz zehn, während sich der Niederländer Ramon Sinkeldam
(Team Argos-Shimano) nach bereits drei Top-Zehn-Platzierungen an den Vortagen seinen ersten Profisieg sichern konnte, mit dem sich der Stagiaire in der Gesamtwertung mit 19 Sekunden Rückstand hinter Serebrjakow, der dieses Mal nicht in den Schlussspurt eingreifen konnte, auf den zweiten Rang verbesserte. Hinter Sinkeldam belegte das Landbouwkrediet-Duo Kevin Peeters und Joeri Stallaert die weiteren Podestplätze.
Die sechste Etappe war dann der erste Abschnitt der Tour of Hainan 2012, der nicht im Massensprint entschieden wurde. Stattdessen dominierte die Nationalmannschaft aus Hongkong: King Lok Cheung setzte sich vor dem Kasachen Dmitri Grusdew (Pro Team Astana) durch, während Ying Hong Yeung und Ki Ho Choi zeitgleich auf den folgenden Plätzen das Ziel erreichten. Der Deutsche Florian Salzinger (Atlas Personal-Jakroo) wurde fünf Sekunden dahinter Etappenfünfter, mit 16 Sekunden Rückstand führte Kevin Peeters (Landbouwkrediet-Euphony) das Hauptfeld ins Ziel. Trotz seines Erfolges verpasste Cheung das Gelbe Trikot des Gesamtführenden um vier Sekunden.
Am siebten Tag erfolgte schließlich die Vorentscheidung im Gesamtklassement: Das Feld zersplitterte in viele kleine Grüppchen und der Vortageszweite Grusdew erreichte das Ziel als Erster mit zwei Sekunden Vorsprung auf eine vierköpfige Verfolgergruppe mit seinem Teamkollegen und Titelverteidiger Walentin Iglinski, dem Schweden Tobias Ludvigsson (Team Argos-Shimano), dem Spanier Víctor de la Parte (SP Tableware Cycling Team) sowie Anton Samowalow (RusVelo). Dahinter folgte der US-Amerikaner Chris Butler (Champion System Pro Cycling Team) mit sieben Sekunden Rückstand. Die restlichen Verfolger hatten alle mehr als 45 Sekunden Rückstand aufzuweisen. Der bisherige Führende Serebrjakow verlor sogar fast sechs Minuten, womit die Fahrer, die im Tagesklassement vorne lagen, auch in der Gesamtwertung die oberen Plätze erobern konnten. Der kasachische Zeitfahrmeister Grusdew durfte sich das Gelbe Trikot überstreifen, welches er bis zum Ende der Rundfahrt verteidigen sollte.
Im Sprint endete dann wieder die achte Etappe, und zum zweiten Mal konnte Ramon Sinkeldam jubeln. Der Niederländer ließ Serebrjakow und den Gesamtzweiten Iglinski hinter sich und empfahl sich mit seinen Erfolgen für einen Profivertrag bei Argos-Shimano. Der Deutsche Michael Kurth wurde Etappenfünfter.
Zum Abschluss der Rundfahrt sicherte sich in Sanya Alexander Serebrjakow in einem weiteren Massensprint seinen insgesamt dritten Tageserfolg, Sinkeldam musste sich diesmal mit dem zweiten Rang begnügen, Kurth belegte Rang zehn. Dmitri Grusdew konnte vor Teamkollege Iglinski den dritten Astana-Gesamtsieg in Folge feiern, komplettiert wurde das Podium der Rundfahrt von Ludvigsson.

### Wertungstrikots im Rennverlauf
| Etappe | Gesamt                | Punkte                | Berg        | Bester Asiate            | Team                    | Asiatisches Team        |
| ------ | --------------------- | --------------------- | ----------- | ------------------------ | ----------------------- | ----------------------- |
| 1.     | Leonid Krasnow        | Leonid Krasnow        | Meiyin Wang | Meiyin Wang              | Ukraine                 | Hongkong                |
| 2.     | Alexander Serebrjakow | Alexander Serebrjakow | Meiyin Wang | Mohammed Saufi Mat Senan | Ukraine                 | Terengganu Cycling Team |
| 3.     | Alexander Serebrjakow | Alexander Serebrjakow | Meiyin Wang | Mohammed Saufi Mat Senan | Terengganu Cycling Team | Terengganu Cycling Team |
| 4.     | Alexander Serebrjakow | Alexander Serebrjakow | Meiyin Wang | Mohammed Saufi Mat Senan | Landbouwkrediet-Euphony | Terengganu Cycling Team |
| 5.     | Alexander Serebrjakow | Alexander Serebrjakow | Meiyin Wang | Mohammed Saufi Mat Senan | Landbouwkrediet-Euphony | Terengganu Cycling Team |
| 6.     | Alexander Serebrjakow | Alexander Serebrjakow | Meiyin Wang | King Lok Cheung          | Astana Pro Team         | Astana Pro Team         |
| 7.     | Dmitri Grusdew        | Alexander Serebrjakow | Meiyin Wang | Dmitri Grusdew           | Astana Pro Team         | Astana Pro Team         |
| 8.     | Dmitri Grusdew        | Alexander Serebrjakow | Meiyin Wang | Dmitri Grusdew           | Astana Pro Team         | Astana Pro Team         |
| 9.     | Dmitri Grusdew        | Alexander Serebrjakow | Meiyin Wang | Dmitri Grusdew           | Astana Pro Team         | Astana Pro Team         |